# Forbach
Forbach este un oraș în nord-estul Franței, sub-prefectură a departamentului Moselle, în regiunea Lorena.

## Personalități născute aici
- Gennaro Bracigliano (n. 1980), fotbalist.